# Carlo de’ Dottori
Carlo de’ Dottori (* 9. Oktober 1618 in Padua; † 23. Juli 1686 ebenda) war ein italienischer Dichter, Dramatiker und Satiriker des 17. Jahrhunderts.

## Leben und Werk
Carlo de’ Dottori wurde als zweiter von fünf Söhnen in eine Paduaner Adelsfamilie geboren. Er besuchte die Universität Padua, allerdings ohne einen Studienabschluss zu erreichen.
Von März bis Juli 1641 wurde er in Venedig inhaftiert unter dem Verdacht, ein Pamphlet gegen venezianische Honoratioren verfasst zu haben. Diese Erfahrung inspirierte ihn zu seinem Gedicht La prigione, verfasst im Jahr 1643, aber erstmals gedruckt im Jahr 1961. 1649 reiste er nach Rom und trat in den Dienst von Kardinal Rinaldo d’Este (1618–1672). 1652 beauftragte ihn Leopoldo de’ Medici, eine Anthologie von Gedichten lebender italienischer Autoren für Christine von Schweden zusammenzustellen.
Carlo de’ Dottori ist am bekanntesten für die Tragödie Aristodemo, geschrieben im Alter von neunzehn Jahren. Er war ein Freund von Angelico Aprosio, der an mehreren Stellen seiner Bibliothek lobend davon spricht, und von Francesco Redi, mit dem er häufig über wissenschaftliche Themen korrespondierte.
Carlo de’ Dottori war ab 1644 mit Lodovica Botton aus Padua verheiratet, das Paar hatte zwei Söhne und zwei Töchter. Er starb am 23. Juli 1686 in Padua.

## Werke
- Aristodemo, Tragödie. Padua, 1643. Mehrere andere Ausgaben sind bekannt. Boyer behandelte dasselbe Thema auf Französisch und später Vincenzo Monti auf Italienisch.
- Rime e Canzoni, Padua, 1643, in-12. Die vollständigste Ausgabe ist die von Venedig, 1689, 2 Bände in 1 großem Band. Einige von Dottoris kleinen Stücken wurden in ausgewählte Sammlungen aufgenommen.
- L’Asino, poema eroico-comico, Venedig, 1652. Dieses Gedicht ist in 10 Lieder unterteilt; der Autor veröffentlichte es unter dem Namen Iraldo Crotta, ein Anagramm seines Namens. Ihm werden auch Parnassus, ein Gedicht mit 8 Liedern, und Galater zugeschrieben.